# Sanktuarium Dobrego Jezusa w Congonhas
Sanktuarium Dobrego Jezusa (port. Santuário do Bom Jesus do Congonhas) – rokokowy kościół z drugiej połowy XVIII wieku wraz z Drogą Krzyżową i rzeźbami proroków dłuta Aleijadinho w Congonhas w stanie Minas Gerais w Brazylii.
W roku 1985 sanktuarium zostało wpisane na listę światowego dziedzictwa UNESCO.

## Opis

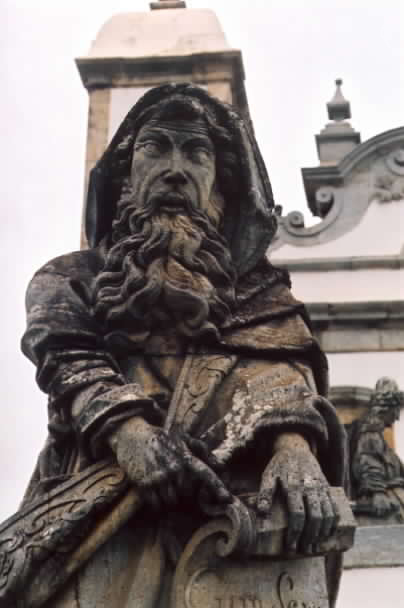
Rzeźba przedstawiająca proroka Izajasza

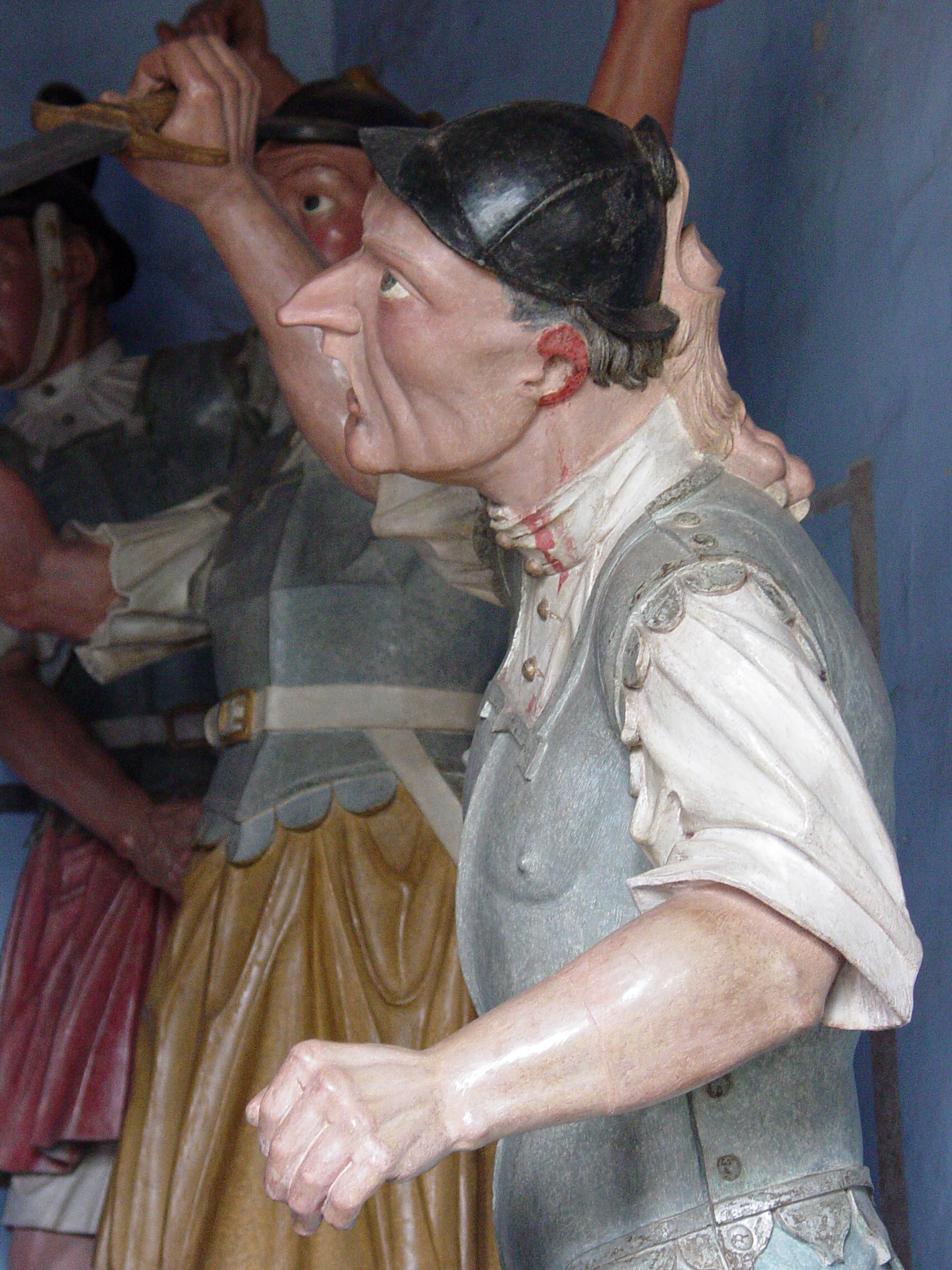
Rzeźba przedstawiająca żołnierza rzymskiego

Według legendy sanktuarium powstało za sprawa Feliciano Mendesa, imigranta portugalskiego, który doznał cudownego uzdrowienia. 
Sanktuarium zostało wzniesione na wzgórzu Maranhão nad miastem Congonhas na przełomie XVIII-XIX wieku. Kompleks obejmuje rokokowy kościół, siedem kaplic Drogi Krzyżowej i ustawione wzdłuż schodów prowadzących do świątyni rzeźby proroków dłuta Aleijadinho.
Fasada kościoła utrzymana jest w stylu baroku brazylijskiego a wnętrza w stylu rokoko. Do kościoła prowadzą schody, wzdłuż których ustawiono dwanaście, większej niż naturalnej wielkości rzeźb proroków starotestamentowych. Postaci ze steatytu wyrzeźbił w latach 1800–1805 Aleijadinho.
Siedem kaplic Drogi Krzyżowej usytuowanych poniżej kościoła zdobią sceny figuralne dłuta Aleijadinho.